# Діабетична полінейропатія
Діабетична полінейропатія — розвивається в осіб з цукровим діабетом. Полінейропатія може бути першим проявом цукрового діабету або виникає багато років після початку захворювання. Синдром полінейропатії зустрічається майже у половини хворих на цукровий діабет.

## Патогенез
Найбільш суттєвими механізмами розвитку нейропатії є ішемія і метаболічні порушення в нерві внаслідок гіпоглікемії.

## Симптоматика
Вирізняють кілька клінічних варіантів полінейропатії. Раннім проявом полінейропатії нерідко може бути ослаблення вібраційної чутливості та ахіллових рефлексів. Ці явища можуть існувати багато років. Другий варіант проявляється гострим і підгострим ураженням окремих нервів: частіше стегновий, сідничного, ліктьового або середнього, а також очірухового, трійчастого і відвідного. Пацієнти скаржаться на біль, порушення чутливості та парез м'язів, що іннервуються відповідними нервами. Третім варіантом є значне ураження багатьох нервів кінцівок з чутливими порушеннями та парезами, переважно в ногах. Болі часто загострюються під тиском тіла та у спокої. Нерідко порушується Вегетативна нервова система вегетативна іннервація. Якщо процес прогресує, болі наростають, стають нестерпними, з'являються ділянки шкіри, забарвлені у фіолетовий і чорний колір, муміфікація гангренізованої тканини. Часто в таких випадках виникають свербіж, трофічні виразки та явища остеоартропатії, що супроводжуються деформацією стоп.
Перебіг діабетичної полінейропатії зазвичай має поступальний характер. Іноді їй супроводжують ознаки так званої вісцеральної нейропатії, що порушує іннервацію внутрішніх органів. Особливо часто при цьому розвиваються ортостатична гіпотонія, нейрогенний сечовий міхур, імпотенція.
Тяжким ускладненням є (частіше у хворих старше 50 років) ураження нервів, що передають імпульси до м'язів очного яблука (III, IV і VI)), що приводить до косоокості, анізокорії, порушення зіннікових рефлексів на світ, акомодації та конвергенції.

## Прогноз
Прогноз умовно несприятливий, захворювання є хронічним, повільно прогресує. Дегенеративні зміни, що розвинулися, не підлягають відновленню. Медикаментозна терапія спрямована на покращення якості життя та профілактику подальшого розвитку захворювання. У результаті розвитку захворювання працездатність стійко втрачається.